# Kuang Lubin
Kuang Lubin (匡魯彬T, 匡鲁彬S, Kuāng LǔbīnP; Hulan, 26 gennaio 1956) è un ex cestista cinese.

## Carriera
Con la Cina ha disputato i Giochi olimpici di Los Angeles 1984 e due dei Campionati del mondo (1978, 1982).